# Aeropuerto Internacional de la Bahía de Súbic
El Aeropuerto Internacional de la Bahía de Súbic (en tagalo: Paliparang Pandaigdig ng Look ng Subic) (IATA: SFS, ICAO: RPLB) sirve como un aeropuerto secundario y principal aeropuerto de desvío del aeropuerto internacional Ninoy Aquino. También es el aeropuerto que sirve el área inmediata de la Zona del Puerto Libre de la Bahía de Súbic y el área general de Olongapo en Filipinas. Este aeropuerto solía ser la Estación Aérea Naval Punta Cubi de la Marina de los Estados Unidos. La terminal del aeropuerto tiene 2 puertas .
En enero de 2010 , el Administrador de la Autoridad Metropolitana de la Bahía de Súbic y CEO Armand C. Arreza expresó su interés en cerrar el aeropuerto internacional de la Bahía de Súbica en favor de convertir la zona en un centro logístic . Esto fue debido al cierre del centro de entrega de FedEx , que está ubicado dentro del complejo del aeropuerto , y la expansión prevista del cercano aeropuerto internacional de Clark .